# Raju Chacha
Raju Chacha est un film indien de Bollywood réalisé par Anil Devgan en 2000, avec Ajay Devgan, Kajol, Rishi Kapoor et Sanjay Dutt.

## Synopsis
Siddhant Rai (Rishi Kapoor) est un riche et brillant architecte qui vit dans une immense demeure avec ses trois enfants : Rohit (Master Harsh Lunia), Rahul (Master Kingshuk Vaidya) et Rani (Baby Sakshi Sem). Siddhant a perdu sa femme et ses enfants sont si infernaux que le serviteur B.B.C (Tiku Talsania) s'arrache les cheveux et que les nounous s’en vont les unes après les autres. Siddhant passe alors une annonce pour en trouver une nouvelle. C’est alors qu’Anna (Kajol), jeune orpheline, se présente pour le poste. Sur sa route, elle a rencontré Shekhar (Ajay Devgan) et son ami Jadoo (Johny Lever) qui ont dévalisé une banque. Shekhar en tombe amoureux dès le premier regard. Ils suivent Anna jusque chez les Rai où elle obtient le poste. Mais, les trois enfants lui jouent un cruel tour en lui envoyant une lettre lui annonçant le décès de ses parents. Anna est bouleversée et elle décide de partir mais les enfants réalisent leur erreur, lui présentent leurs excuses et Anna reste avec eux. Quant à Shekhar, il ne cesse de déclarer sa flamme à Anna, lui dit qu’elle ressemble trait pour trait à son ancienne compagne décédée et lui confesse qu'il en est fou de chagrin. Anna, attendrie, lui avoue son amour et tous deux se marient. Mais le jour de leur union, Shekhar est arrêté par la police pour braquage de banque et vol des alliances dans une bijouterie ! Il est également accusé de vouloir voler la fortune de Siddhant. Anna, le cœur brisé, retourne à l’orphelinat où elle a grandi sans en informer les Rai qui partent à sa recherche mais ils ont un accident de voiture. Les trois enfants en réchappent mais leur père périt. C’est alors que trois oncles malveillants héritent de sa fortune, s’installent au palais et maltraitent les enfants. Mais un jour, un homme se présente prétendant être Raju Chacha, le plus jeune frère de Siddhant qui avait quitté la maison à 11 ans. Il dit être revenu pour protéger les enfants…

## Fiche technique
- Titre : Raju Chacha
- Réalisateur : Anil Devgan
- Producteur : Ajay Devgan
- Scénaristes : Anees Bazmee et Robin Bhatt
- Musique : Jatin-Lalit
- Sortie : 29 décembre 2000
- Durée : 150 minutes
- Pays : Inde
- Langue : Hindi
- Format : Couleurs

## Distribution
- Ajay Devgan : Shekhar/Raju Chacha
- Kajol : Anna
- Rishi Kapoor : Siddhant Rai
- Master Harsh Lunia : Rohit
- Master Kingshuk Vaidya : Rahul
- Baby Sakshi Sem : Rani
- Johny Lever : Jadoo
- Sanjay Dutt : Gafoor
- Tiku Talsania : B.B.C (Baanke Bihari Chaturvedi), serviteur des Rai

## Récompenses
Star Screen Awards :
Prix remportés
- Meilleurs Effets Spéciaux

Nominations
- Meilleure Direction des Cascades - Jaisingh Nijjar
- Meilleure Direction Artistique - Nitin Desai

## Musique
La bande originale du film comporte 7 chansons. La musique a été composée par Jatin-Lalit et les paroles ont été écrites par Anand Bakshi.
| Titre                     | Interprète(s)                                                      |
| ------------------------- | ------------------------------------------------------------------ |
| Aaj Ka Kya Program Hai    | Abhijeet, Kavita Krishnamurthy, Sudesh Bhonsle, Shankar Mahadevan  |
| Dil Dil                   | Amit Kumar                                                         |
| Ek Sher Tha Ek Sherni     | Shankar Mahadevan, Shweta Pandit                                   |
| Kahin Se Aayi Rani        | Amit Kumar, Kavita Krishnamurthy, Shweta Pandit, Shraddha Pandit   |
| Raju Chacha               | Shaan, Francis Menezes, Shweta Pandit, Shraddha Pandit, Sneha Pant |
| Tune Mujhe Pehchana Nahin | Shaan                                                              |
| Yeh Vaada Hai             | Kumar Sanu, Alka Yagnik                                            |